# Gibbula pennanti
Gibbula pennanti är en snäckart. Gibbula pennanti ingår i släktet Gibbula och familjen pärlemorsnäckor. Inga underarter finns listade i Catalogue of Life.

## Bildgalleri

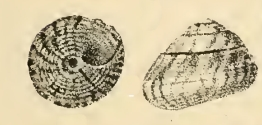
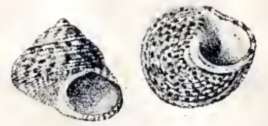
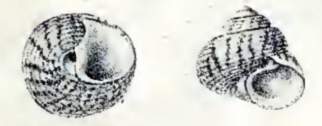